# Lucia Haro
Lucia Haro (født 21. august 1986) er en håndboldspiller fra Argentina. Hun spiller på Argentinas håndboldlandshold, og deltog under VM 2011 i Brasilien.